# Jullus Antoniusz
Jullus Antoniusz, Iullus Antonius (ur. 45 p.n.e., zm. 2 p.n.e.) – syn triumwira Marka Antoniusza i jego żony Fulwii.
Wywód przodków:
| 4. Marek Antoniusz Kretyk  |  |                    |  |  |                     |
|                            |  | 2. Marek Antoniusz |  |  |                     |
| 5. Julia                   |  |                    |  |  |                     |
|                            |  |                    |  |  | 1. Jullus Antoniusz |
| 6. Marek Fulwiusz Bambalio |  |                    |  |  |                     |
|                            |  | 3. Fulwia          |  |  |                     |
| 7. Sempronia               |  |                    |  |  |                     |
|                            |  |                    |  |  |                     |

Brat Marka Antoniusza Antyllusa. Przyrodni, po matce Fulwii, brat Klodii, pierwszej żony przyszłego cesarza Augusta. Przyrodni, po ojcu Marku Antoniuszu, brat jego dzieci ze związków z Oktawią (Antonii Starszej i Antonii Młodszej) oraz Kleopatrą (Aleksandra Heliosa, Kleopatry Seleny i Ptolemeusza Filadelfosa).
Urodzony w Rzymie, wraz ze starszym bratem mieli trudne dzieciństwo. Rozwód, jaki przeprowadził w 41 p.n.e. Oktawian z ich przyrodnią siostrą Klodią i poślubienie Skrybonii, został potraktowany przez ich matkę Fulwię jako obraza. Był to dodatkowy powód, który skłonił Fulwię do wzniecenia wspólnie z Lucjuszem Antoniuszem powstania przeciwko Oktawianowi. Początkowo opanowali Rzym, by ostateczne wycofać się do Peruzji, gdzie zostali oblężeni i zmuszeni w 40 p.n.e. do poddania. Fulwia poszła na wygnanie i wkrótce zmarła na nagłą chorobę. W tym samym jeszcze roku, ojciec Jullusa, Marek Antoniusz poślubił siostrę Oktawiana, Oktawię – związek miał na celu umocnienie politycznego porozumienia triumwirów. Oktawia okazała się lojalną i wierną żoną i traktowała dzieci męża z poprzedniego małżeństwa, Antyllusa i Jullusa na równi z urodzonymi Antoniuszowi dwiema córkami. Gdy Marek Antoniusz porzucił w końcu Oktawię dla Kleopatry, starszy z braci, Antyllus pozostał przy ojcu i wychowywał się wraz z dziećmi Kleopatry, młodszy, Jullus wraz z przyrodnimi siostrami wrócił z Oktawią do Rzymu i wychowywał się odtąd w domu macochy.
Po ostatecznym pokonaniu Antoniusza i Kleopatry i zajęciu Egiptu Oktawian kazał stracić Antyllusa. Młodszym dzieciom okazał łaskę i odesłał je do Oktawii. Jullus początkowo cieszył się względami cesarza Augusta. W 21 p.n.e. poślubił Marcelę Starszą, poprzednio żonę Marka Agrypy, z którą miał syna Lucjusza, a może także drugiego syna Gajusza i córkę Jullę Antonię. Sprawował urzędy pretora w 13 p.n.e.; konsula w 10 p.n.e.; namiestnika prowincji Azja jako prokonsul w 7–6 p.n.e. Był jednym z kochanków Julii, córki cesarza Augusta, a wówczas żony Tyberiusza. W 2 p.n.e. cesarz zdecydował się podjąć kroki przeciwko rozpustnej córce. Jullus, jako najbardziej prominentny z kochanków, został oskarżony o zdradę i skazany na śmierć, podczas gdy innych skazano na wygnanie. Został stracony lub, według innych źródeł, popełnił samobójstwo w wieku 43 lat.
Małżeństwa i dzieci:
| Jullus Antoniusz         |
| \| 1. Marcela Starsza \| |
| 1. Marcela Starsza       |

| 1. Marcela Starsza |

| Gajusz Antoniusz |

| Lucjusz Antoniusz                    |
| zm. w 25 n.e. na wygnaniu w Massilii |